# لحم القرش

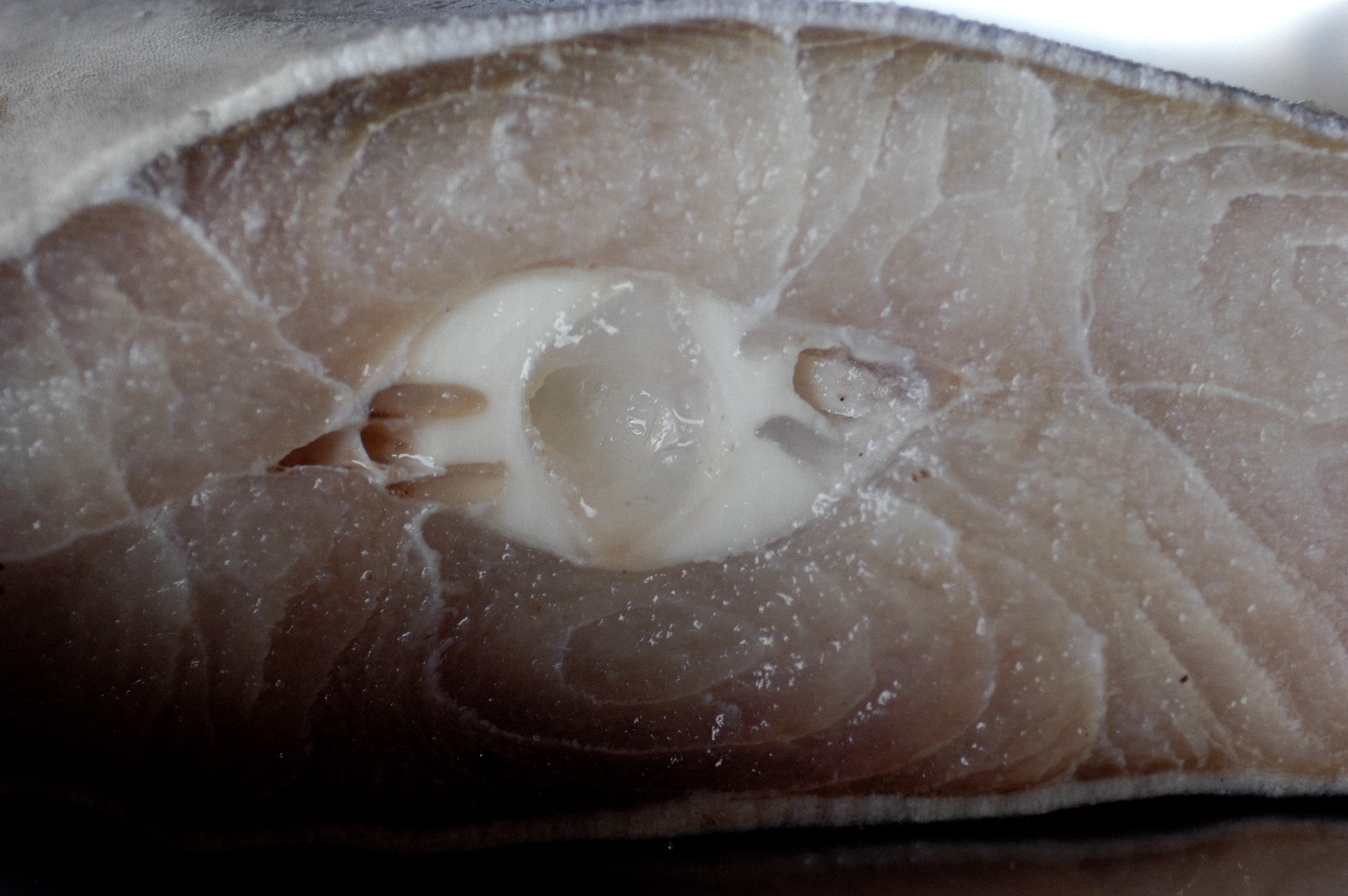
مقطع عرضي من لحم سمك القرش

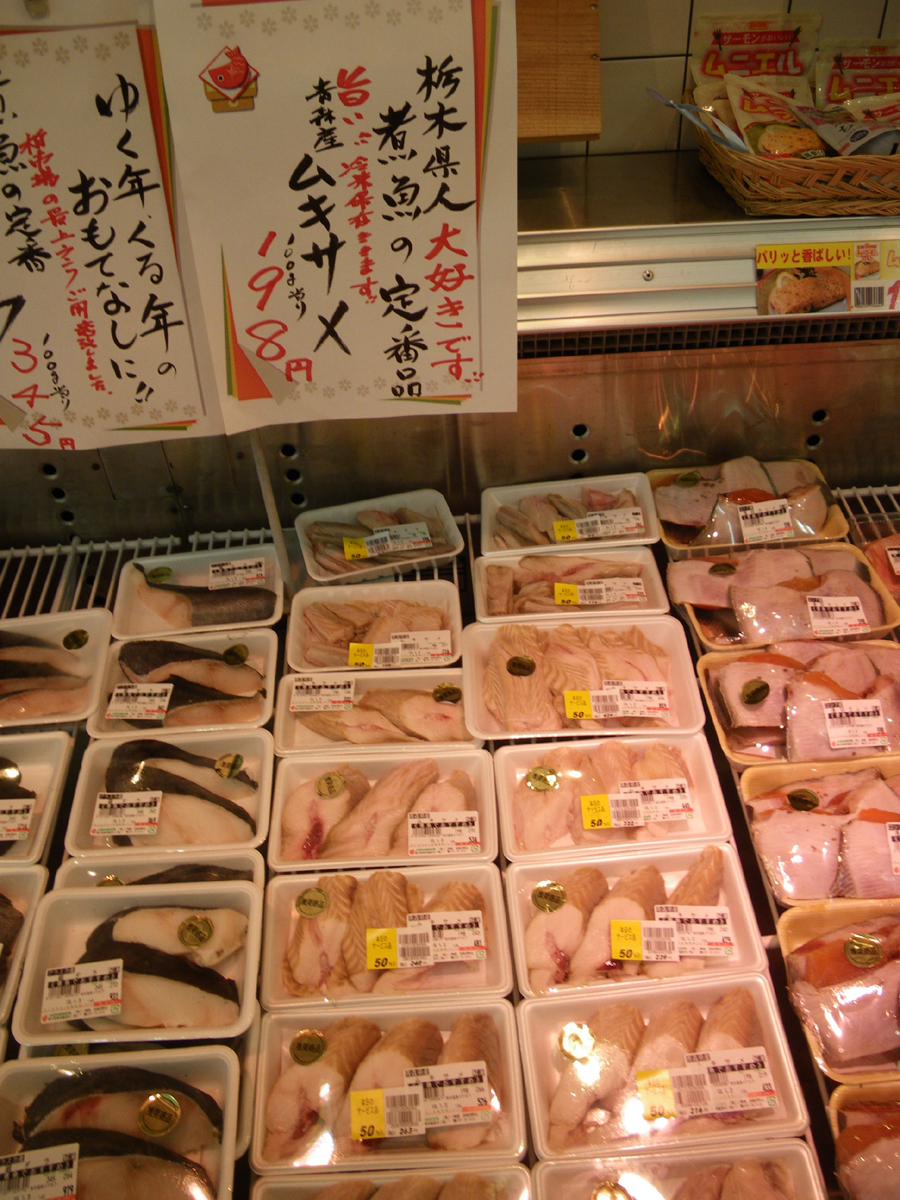
لحم سمك القرش في سوبر ماركت في اليابان

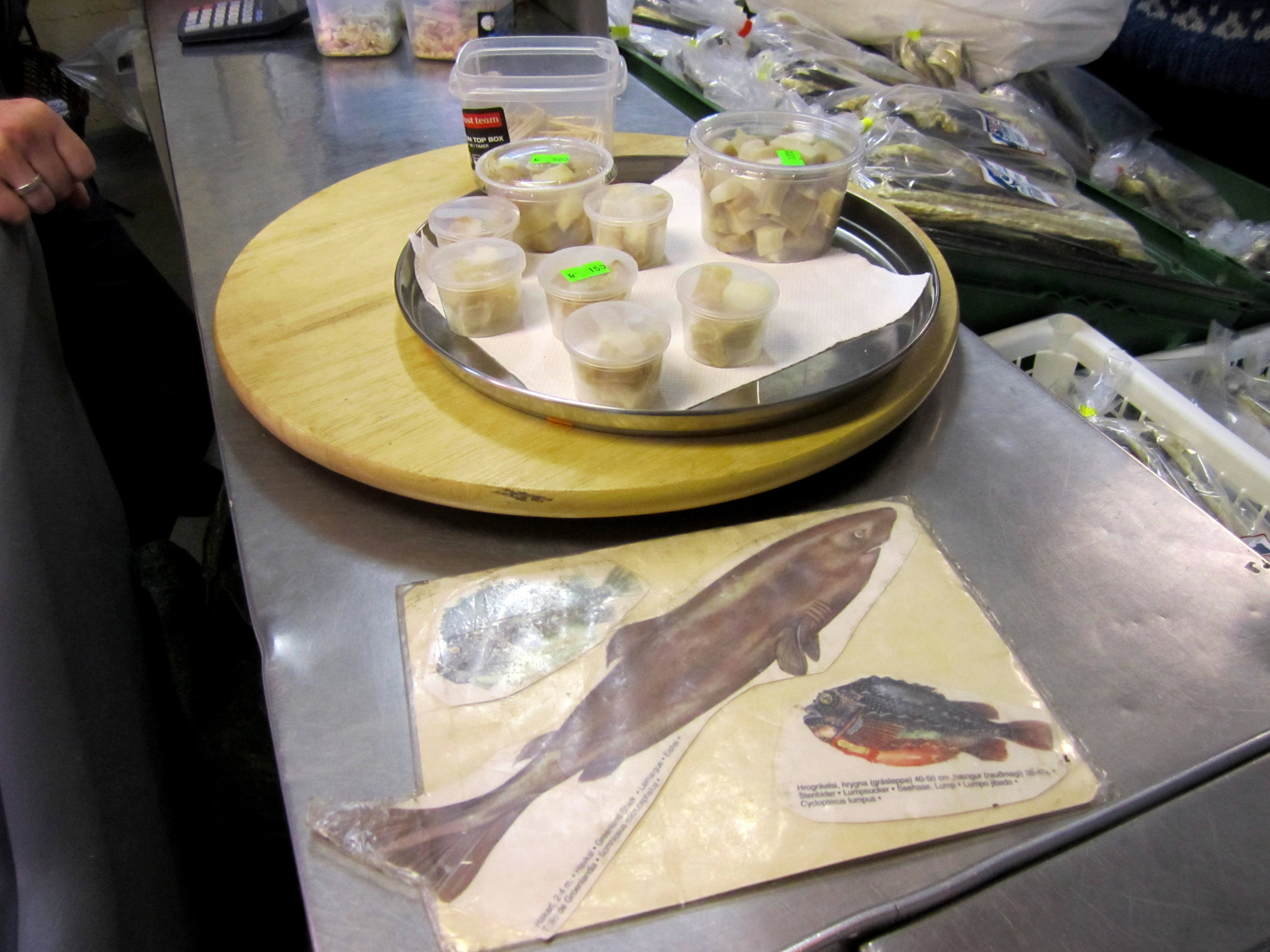
لحم سمك القرش المخمر

لحم سمك القرش هو طعام بحري يتكون من لحم أسماك القرش. يتم صيد العديد من أسماك القرش للاستهلاك البشري, مثل القرش البوربيجل وسمك القرش ماكو قصير الزعانف وسمك القرش القداس وسمك القرش الدراس, من بين آخرين. يحظى لحم سمك القرش بشعبية كبيرة في آسيا, حيث يتم تناوله في كثير من الأحيان مجففًا أو مدخنًا أو مملحًا. يتم استهلاك لحم سمك القرش بانتظام في أيسلندا واليابان وأستراليا وأجزاء من الهند وأجزاء من كندا وسريلانكا ومناطق من إفريقيا والمكسيك واليمن.
تم أكل أسماك القرش على الأقل منذ العصر البرونزي المتأخر (1550-1130 قبل الميلاد), على سبيل المثال في بلاد الشام.

## تحضير
قد يحتوي لحم سمك القرش غير المعالج على رائحة قوية من الأمونيا, بسبب ارتفاع نسبة اليوريا التي تتطور مع تحلل الأسماك. يمكن تقليل محتوى اليوريا ورائحة الأمونيا عن طريق نقع اللحم في سوائل مثل عصير الليمون أو الخل أو الحليب أو الماء المالح. تشمل طرق التحضير تقطيع اللحم إلى شرائح وشرائح.

## أفريقيا
في شرق إفريقيا وجزر المحيط الهندي, تم تداول لحوم أسماك القرش وكانت مصدرًا مهمًا للبروتين لعدة قرون. قد يحدث استهلاكه في المقام الأول في المناطق الساحلية. يمكن حفظها باستخدام المعالجة بالملح لإطالة عمرها الافتراضي ولتيسير النقل.

## آسيا
لحم سمك القرش شائع وشائع في آسيا. في عام 1999, تصدرت دول آسيا مجتمعة عدد أسماك القرش التي تم صيدها. حصدت مصايد الأسماك الآسيوية 55.4٪ من صيد أسماك القرش في العالم عام 1996.

### اليابان
تتمتع اليابان بحصة سوقية كبيرة في تجارة لحوم أسماك القرش المجمدة والطازجة, للاستيراد والتصدير. عادة ما يتم استهلاك لحم سمك القرش في أشكال محضرة في اليابان, مثل نقانق السمك المجهزة, سوريمي, معجون السمك, كرات السمك, وغيرها من المنتجات.

### كوريا

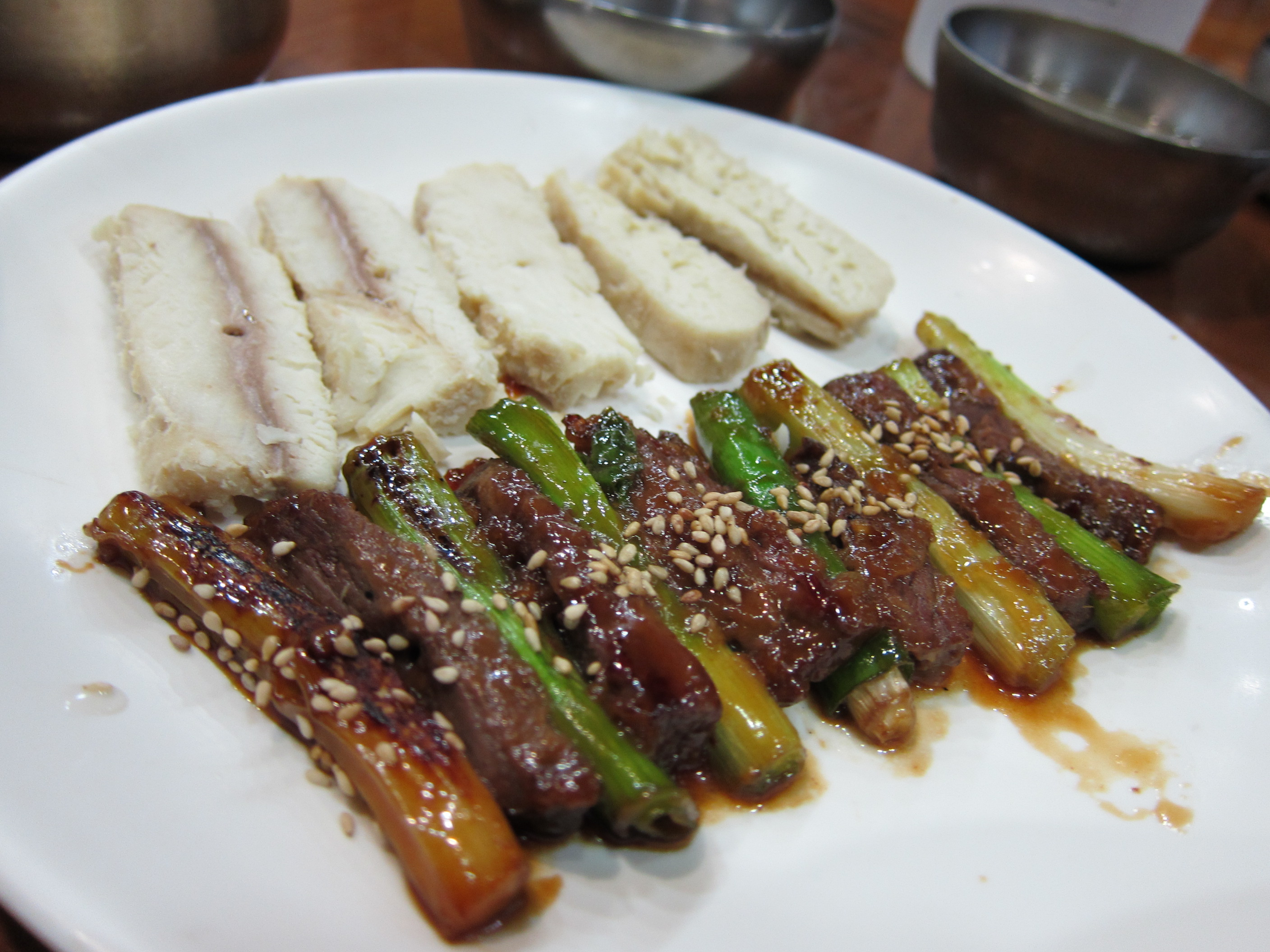
سانجوك (لحم بقري وبصل أخضر مشوي) ودومبيجي (لحم سمك القرش المملح)

في كوريا, دومباجي (돔배기), لحم سمك القرش المملح, في مقاطعة كيونغ سانغ الشمالية, ويعتبر طعامًا محليًا في يونغتشون شائعًا في أيام العطلات.

### اليمن
في اليمن, يُعرف لحم سمك القرش محليًا باسم لخم (لخم), وهو لحم سمك القرش المجفف المملح يستهلك على نطاق واسع في الأجزاء الجنوبية من اليمن وخاصة في محافظة حضرموت.

## أستراليا
يشتهر لحم سمك القرش في أستراليا, حيث يُعرف بالرقائق. يتم الحصول على الرقائق بشكل أساسي من سمك القرش الصمغي, وهو نوع صغير يتغذى على القاع بكثرة على طول الساحل الشرقي لأستراليا. ومع ذلك, نظرًا لاستنفاد مخزون أسماك القرش الأسترالية ثم النيوزيلندية, يتم ملء هذا الطلب بشكل متزايد بواسطة أسماك القرش الصمغية التي يتم الحصول عليها من جنوب إفريقيا. يمكن شراء فليك كوجبة جاهزة من معظم متاجر الأسماك والبطاطا المقلية الأسترالية, وعادة ما تكون على شكل شرائح مقشرة أو مشوية.

## أوروبا
وفقًا لمنظمة الأغذية والزراعة للأمم المتحدة (الفاو), تعد الدول الأوروبية أسواقًا رئيسية لحوم أسماك القرش. يعتبر مخلل كلب البحر طعامًا شائعًا في ألمانيا وفرنسا ودول شمال أوروبا الأخرى. عادة ما تتم معالجة اللحوم واستهلاكها في شرائح اللحم والفيليه. على الرغم من ذلك, يوجد تفضيل في ألمانيا للظهر والبطن وغطاء البطن المدخن, والتي يشار إليها باسم Schillerlocken. وفقًا لمنظمة الأغذية والزراعة, احتلت إيطاليا المرتبة الأولى عالميًا في استيراد لحوم أسماك القرش في عام 1999, تليها فرنسا وإسبانيا. في عام 1999, استوردت فرنسا ثاني أكبر كمية من لحوم أسماك القرش على المستوى العالمي.
تباع أسماك القرش الصغيرة في بريطانيا على شكل سلمون صخري في متاجر الأسماك والبطاطا.

### أيسلندا

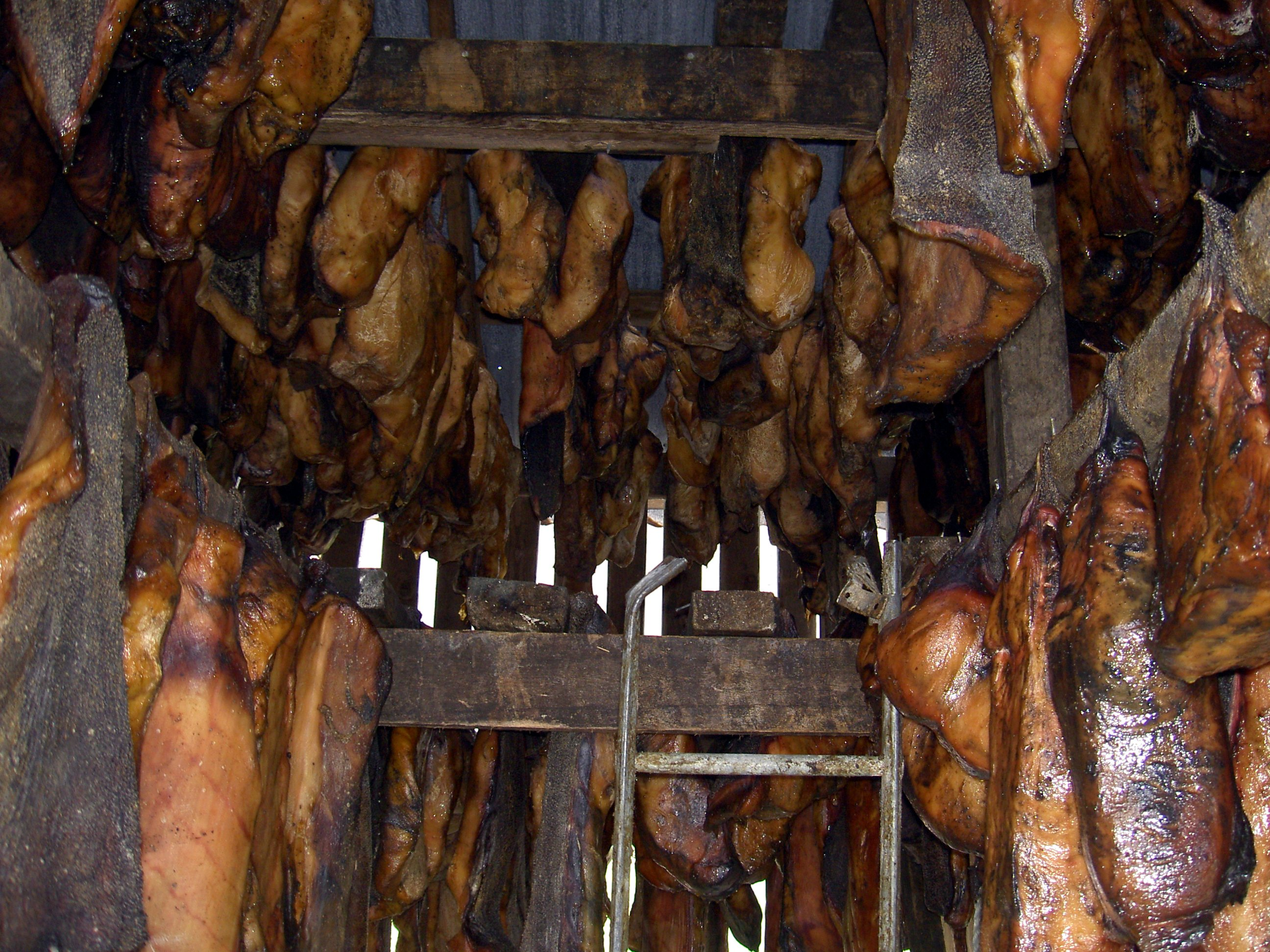
تجفيف الهكارل في آيسلندا

في أيسلندا, يعد طبق الهكارل طبقًا وطنيًا يتم إعداده باستخدام سمك القرش في جرينلاند أو سمك القرش النائم. يُدفن سمك القرش ويُخمر لشفائه, ثم يُعلّق ليجف لعدة أشهر.

### إيطاليا
في جزيرة سردينيا, يعتبر البوريدا (نسخة محلية من بريدة) من أشهر المقبلات,  جعل الغليان عادة سمك القرش (أقل شيوعًا باستخدام كلب الصيد السلس الشائع) على الخل مع البصل والجوز. يتم تحضير طبق مشابه يسمى بوريدا أيضًا في جزر البليار الإسبانية مع سمك التونة بدلاً من القرش القطي.

## أنظر أيضا
- سمك مخمر
- حساء زعانف القرش